# Малая Ирня
Малая Ирня — река в России, протекает в Республике Татарстан. Устье реки находится в 31 км по правому берегу реки Лесной Зай. Длина реки составляет 22 км, площадь водосборного бассейна 206 км².

## Притоки
- 3 км: Сармаш (пр)
- Холодный Ключ (пр)

## Данные водного реестра
По данным государственного водного реестра России относится к Камскому бассейновому округу, водохозяйственный участок реки — Кама от Нижнекамского гидроузла и до устья, без реки Вятка, речной подбассейн реки — бассейны притоков Камы до впадения Белой. Речной бассейн реки — Кама.